# BMW S65

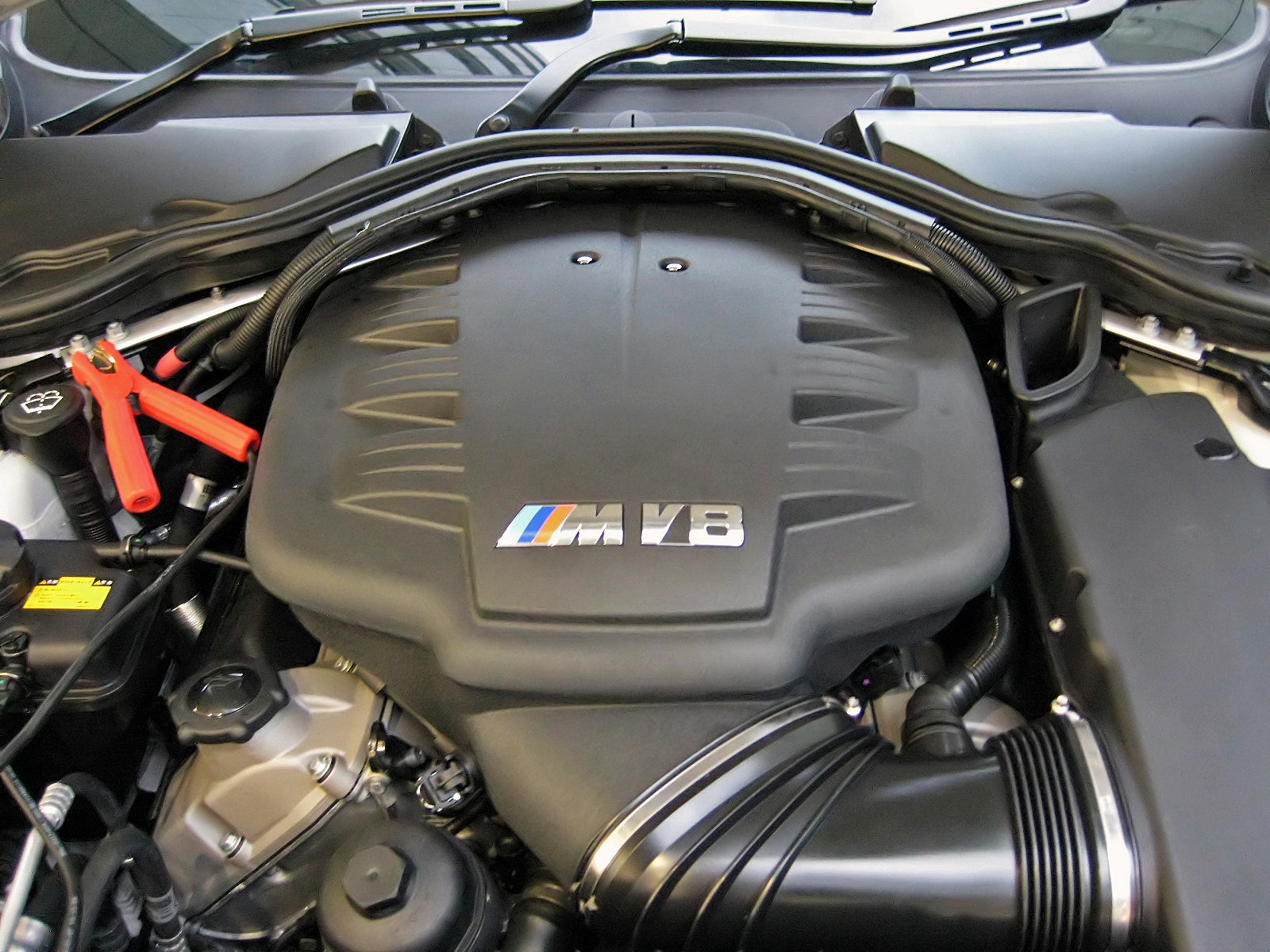
De BMW S65 V8-motor

De BMW S65 is een V8-benzinemotor van de Duitse autofabrikant BMW. De S65 wordt vanaf 2007 geproduceerd en is speciaal ontwikkeld voor de E90 BMW M3 as de opvolger van de S54-zes-in-lijnmotor. De S65 is nauw verwant aan de S85 V10 van de BMW M5 en M6.

## S65B40
De S65B40 is een 4,0-liter 90 graden V8-motor met 4 kleppen per cilinder (DOHC). De motor is hoogtoerig en draait maximaal 8.400 tpm. Het maximumvermogen van de motor bedraagt 420 pk en het maximum koppel 400 Nm. Hij deelt zijn boring van 92 mm en slag van 75,2 mm met de S85 V10, evenals de dubbele VANOS kleptiming en compressieverhouding van 12,0:1.
De motor weegt slechts 202 kg, dat is 15 kg lichter dan zijn voorganger de zes-in-lijnmotor.
| Motor  | Inhoud   | Vermogen                    | Koppel             | Maximaal toerental | Jaar         |
| ------ | -------- | --------------------------- | ------------------ | ------------------ | ------------ |
| S65B40 | 3999 cm³ | 309 kW (420 pk) @ 8.300 tpm | 400 Nm @ 3.900 tpm | 8.400 tpm          | 2007 - heden |

### S65B44
Een 4,4-liter versie van de S65 wordt gebruikt in de BMW M3 GTS waar hij 450 pk en 440 Nm produceert.
| Motor  | Inhoud   | Vermogen                    | Koppel             | Maximaal toerental | Jaar |
| ------ | -------- | --------------------------- | ------------------ | ------------------ | ---- |
| S65B44 | 4361 cm³ | 331 kW (450 pk) @ 8.300 tpm | 440 Nm @ 3.750 tpm | ? tpm              | 2010 |

## Toepassingen
- BMW M3 (E90/E92/E93)
- Wiesmann GT MF4-S